# ماروسیا موتورز
ماروسیا موتورز (روسی: Маруся تلفظ [mɐˈrusʲə]) یک شرکت روسیه‌ای تولیدکنندهٔ خودروهای اسپورت بود که در سال ۲۰۰۷ بنیان‌گذاری شد. این شرکت نخستین شرکت روسیه‌ای بود که خودروهای سوپراسپورت تولید می‌کرد. طراحی و تولید پیش‌نمونهٔ هر دو مدل خودروهای اسپورت بی۱ و بی۲ بر عهدهٔ خود شرکت ماروسیا بوده‌است. نیکلای فومنکو، رانندهٔ مسابقه‌ای سابق، رهبری ماروسیا را بر عهده داشت.
این شرکت در سال ۲۰۱۰ «سهم قابل توجهی» از تیم فرمول یک ویرجین ریسینگ را خریداری کرد. نام این تیم بعداً به ماروسیا اف۱ تغییر یافت. این تیم از فصل ۲۰۱۲ تا ۲۰۱۴ در مسابقات فرمول یک شرکت کرد.
شرکت ماروسیا موتورز در آوریل ۲۰۱۴ منحل شد و کارکنان آن به یک مؤسسهٔ فنی دولتی پیوستند. تیم ماروسیا اف۱ به‌صورت مستقل از شرکت روسیه‌ای، به‌عنوان یک موجودیت بریتانیایی به فعالیت خود در فرمول یک ادامه داد. با این حال، گروه ادارهٔ مسابقات در ۷ نوامبر ۲۰۱۴ اعلام کرد که فعالیت این تیم فرمول یک متوقف شده‌است.